# 孟加拉国文官队伍
孟加拉国公务员制度（孟加拉语：বাংলাদেশদেশিভিললার্ভিস），是孟加拉国政府的公务员制度，其缩写BCS更为广为人知。它起源于巴基斯坦的中央高级服务。自孟加拉国独立以来，法律上称之为孟加拉国公务员制度。孟加拉国公共服务委员会（BPSC）是BCS的主要政策制定和招聘机构，並下轄26个部门。